# Silvia Neid
Silvia Neid, född 2 maj 1964 i Walldürn, är en tysk före detta fotbollsspelare och förbundskapten för Tysklands damlandslag i fotboll mellan 2005 och 2016. Mellan 1997 och 2005 var hon assisterande tränare för landslaget under Christina Theune.

## Biografi
Neid blev redan under Tysklands första landskamp som spelades den 10 november 1982 mot Schweiz inbytt som spelare. Under matchen gjorde hon två mål och Tyskland vann med 5-1. Fram till 25 juli 1996 spelade hon 111 landskamper, vilket var tyskt rekord fram till oktober 1998. Neid var dessutom 79 gånger lagkapten i det tyska damlandslaget.
Med sina klubbar SSG 09 Bergisch Gladbach och senare TSV Siegen vann hon sju tyska mästerskap och sex gånger tyska cupen. Neid var med i de tyska landslag som 1989, 1991 och 1995 blev europamästare och 1995 tog hon VM-silver vid VM i Sverige.
Som tränare var hon i början ansvarig för juniorlandslaget men Neid fungerade samtidig som assisterande tränare för damlandslaget. Sedan 2005 är hon huvudtränare för A-landslaget. Hennes största meriter sedan dess är vinsten i världsmästerskapen 2007, vinsten i europamästerskapen 2009, guldmedaljen vid olympiska spelen 2016 och bronsmedaljen vid de olympiska spelen 2008.
2007 fick hon Bundesverdienstkreuz.